# Piero Alva
Pour les articles homonymes, voir Alva.
Piero Fernando Alva Niezen, né à Lima au Pérou le 14 février 1979, est un footballeur péruvien. Il jouait au poste d'attaquant.

## Biographie

### Carrière en club
Piero Alva fait ses débuts en 1re division péruvienne au sein de l'Universitario de Deportes le 25 octobre 1998 lorsque l'entraîneur Oswaldo Piazza le fait entrer à la place de Mauro Cantoro lors d'un match contre le Sporting Cristal (défaite 0-2). Le 7 février 1999 il marque son premier but sous les couleurs de l'Universitario face à l'Unión Minas (victoire 2-1). Il joue dix saisons avec l'Universitario entre 1998 et 2011 et remporte quatre championnats du Pérou en 1998, 1999, 2000 et 2009. Il fait partie du top 10 des meilleurs buteurs dudit club avec 85 buts.
En dehors du Pérou, il a l'occasion de jouer en Argentine au CA Unión en 2002, puis en Grèce au Skoda Xanthi entre 2007 et 2008 et enfin en Bolivie à l'Oriente Petrolero en 2012. Il met fin à sa carrière en 2015 en jouant pour le Cienciano del Cusco.
Piero Alva participe à de nombreuses reprises aux compétitions continentales sud-américaines. Il joue à cet effet 32 matchs en Copa Libertadores (cinq buts), deux rencontres en Copa Sudamericana, et enfin huit en Copa Merconorte (quatre buts).

### Carrière en sélection
International péruvien de 2000 à 2009, Piero Alva compte 17 matchs en équipe nationale (pour trois buts marqués). 
Il dispute les tours préliminaires des Coupes du monde de 2002 (deux matchs, un but), 2006 (un match) et 2010 (six matchs, un but).
Il remporte avec le Pérou la Coupe Kirin 2005, un tournoi amical organisé au Japon.

#### Buts en sélection
| Buts en sélection de Piero Alva | Buts en sélection de Piero Alva | Buts en sélection de Piero Alva           | Buts en sélection de Piero Alva | Buts en sélection de Piero Alva | Buts en sélection de Piero Alva | Buts en sélection de Piero Alva |
|                                 | Date                            | Lieu                                      | Adversaire                      | Score                           | Résultat                        | Compétition                     |
| ------------------------------- | ------------------------------- | ----------------------------------------- | ------------------------------- | ------------------------------- | ------------------------------- | ------------------------------- |
| 1.                              | 14 novembre 2001                | Estadio Monumental, Lima (Pérou)          | Bolivie                         | 1-0                             | 1-1                             | QCM 2002                        |
| 2.                              | 19 novembre 2006                | Estadio Rommel Fernández, Panama (Panama) | Panama                          | 1-2                             | 1-2                             | Amical                          |
| 3.                              | 6 septembre 2008                | Estadio Monumental, Lima (Pérou)          | Venezuela                       | 1-0                             | 1-0                             | QCM 2010                        |

## Palmarès
| Universitario de Deportes - Championnat du Pérou (4) : - Champion : 1998, 1999, 2000 et 2009. |  | Pérou - Coupe Kirin (1) : - Vainqueur : 2005. |